# Peter Lang (dansk seglare)
Peter Lang, född den 12 juni 1989 i Vejle i Danmark, är en dansk seglare.
Han tog OS-brons i 49er i samband med de olympiska seglingstävlingarna 2012 i London.